# Shao Yaqi
Shao Yaqi (28 novembre 1996) è una schermitrice cinese, specializzata nella sciabola.

## Palmarès
- Campionati asiatici

Wuxi 2016: oro nella sciabola a squadre e argento nella sciabola individuale.
Bangkok 2018: oro nella sciabola a squadre.